# Epic (canção)
"Epic" é uma canção da banda americana de metal alternativo Faith No More. O single da canção chegou ao topo das paradas na época de seu lançamento, em 1990, e fez parte do terceiro álbum da banda, The Real Thing. Estreou na nona posição da Hot 100, e foi o único hit da banda a atingir o topo das paradas de pop nos Estados Unidos; é a música mais popular da banda, tocada sempre em suas apresentações ao vivo.
A canção apresenta uma combinação de heavy metal com rap, e influenciou diversos grupos posteriores de metal alternativo, rap metal, nu metal e funk metal. Uma série de covers da música foi reunida no CD Kerrang! Higher Voltage, uma compilação de artistas famosos tocando canções de outras bandas. A banda de metalcore Atreyu também interpretou a canção em seu álbum Lead Sails Paper Anchor, e a banda indie sueca Love Is All a tocou durante sua turnê de 2008. Uma faixa alternada da canção também aparece no jogo eletrônico Rock Band, uma versão reduzida da canção também foi incluída no jogo de corridas, Burnout Paradise e uma versão original está para aparecer no jogo Need for Speed: World.
"Epic" foi incluída na 30ª posição na lista de 40 Maiores Canções de Metal da VH1, e na 67ª posição de sua lista de 100 Maiores One-hit Wonders, e, em 2009, ficou na 54ª da lista de melhores canções de hard rock de todos os tempos, da mesma emissora.